# Cerro Chillhui
Cerro Chillhui är ett berg i Bolivia.   Det ligger i departementet Chuquisaca, i den centrala delen av landet, 12 km sydväst om huvudstaden Sucre. Toppen på Cerro Chillhui är 3 420 meter över havet. Cerro Chillhui ingår i Serranías de Maragua.
Terrängen runt Cerro Chillhui är huvudsakligen kuperad. Runt Cerro Chillhui är det ganska tätbefolkat, med 72 invånare per kvadratkilometer.. Närmaste större samhälle är Sucre, 11,9 km nordost om Cerro Chillhui. 
Omgivningarna runt Cerro Chillhui är i huvudsak ett öppet busklandskap.